# 斯特凡·胡拉 (1947年)
老斯特凡·胡拉（波蘭語：Stefan Hula Sr.，1947年9月12日—2025年3月29日），波兰男子北欧两项运动员。他曾代表波兰参加1972年和1976年冬季奥林匹克运动会北欧两项比赛。

## 家庭
儿子小斯特凡·胡拉。